# Les Nouveaux Exploits de Robin des Bois
Pour plus de détails, voir Fiche technique et Distribution.
Les Nouveaux Exploits de Robin des Bois (titre original : Tales of Robin Hood) est un film américain réalisé par James Tinling, sorti en 1951.
Ce film était le premier d'une série que Robert L. Lippert voulait produire pour la télévision avec R and L Productions mais il n'a fininalement fait que celui-ci et As You Were (en), réalisé par Bernard Girard, sorti en 1952.

## Fiche technique
- Titre : Les Nouveaux Exploits de Robin des Bois
- Titre original : Tales of Robin Hood
- Réalisation : James Tinling
- Assistant-réalisateur : Lester D. Guthrie
- Scénario : Leroy H. Zehren
- Photographie : George Robinson
- Montage :  Richard C. Currier
- Musique : Leo Klatzkin
- Direction artistique : McClure Capps
- Décors : Edward G. Boyle
- Costumes : Garland X. Ware
- Son :  Howard Fogetti
- Effets spéciaux :  Jack R. Glass
- Producteur : Robert L. Lippert
- Producteur exécutif : Hal Roach Jr.
- Société de production : R and L Productions
- Société de distribution : Lippert Pictures (États-Unis), International Film Distributors (Canada), Exclusive Films
- Pays de production :  États-Unis
- Langue : Anglais américain
- Format : Noir et blanc — 35 mm — 1,37:1 — Son : Mono  (Western Electric Recording)
- Genre : Film dramatique, Film d'aventure, Film historique
- Durée : 60 minutes
- Dates de sortie : 
  - États-Unis : 1er mai 1951
  - Portugal : 20 octobre 1952

## Distribution
- Robert Clarke : Robin Hood
- Mary Hatcher : Belle Marianne (Lady Marian Fitzwalter de Leaford)
- Paul Cavanagh : Sir Gui de Clairmont
- Wade Crosby : Petit Jean
- Whit Bissell : Will Stutely (en)
- Ben Welde : Frère Tuck
- Robert Bice as Will Scarlet
- Keith Richards : Sir Alan de Beaulieu
- Bruce Lester : Alan A. Dale
- Tiny Stowe : Shérif de Nottingham